# Università Nazionale di Tres de Febrero
L'Università Nazionale di Tres de Febrero (in spagnolo: Universidad Nacional de Tres de Febrero), acronimo UNTREF, è un'università pubblica argentina situata nella città di Caseros, capoluogo del partido di Tres de Febrero, nella provincia di Buenos Aires.